# هیروبومی واتانابه
هیروبومی واتانابه (انگلیسی: Hirobumi Watanabe؛ زادهٔ ۱۹۸۲ (۴۲–۴۳ سال)) کارگردان فیلم، و بازیگر اهل ژاپن است.